# 沙拉布多爾濟
沙拉布多尔济（？—？），蒙古族，乌兰察布盟喀尔喀右翼旗（俗称达尔罕旗，今属内蒙古自治区包头市达茂旗）人。中华民国大陆时期、蒙疆政府政治人物。

## 生平
1934年8月，出任蒙古地方自治政务委员会民治处长。1936年1月25日，任绥远省境内蒙古各盟旗地方自治政务委员会委员。日军侵入内蒙古后，被选任为蒙古联盟自治政府参议会常任参议、蒙古自治邦政府乌兰察布盟盟长。